# 홍영희 (재일 한국인 배우)
홍영희(洪英姫, 5월 16일~)은 재일 한국인 배우이자 성우이다.